# Xserve RAID

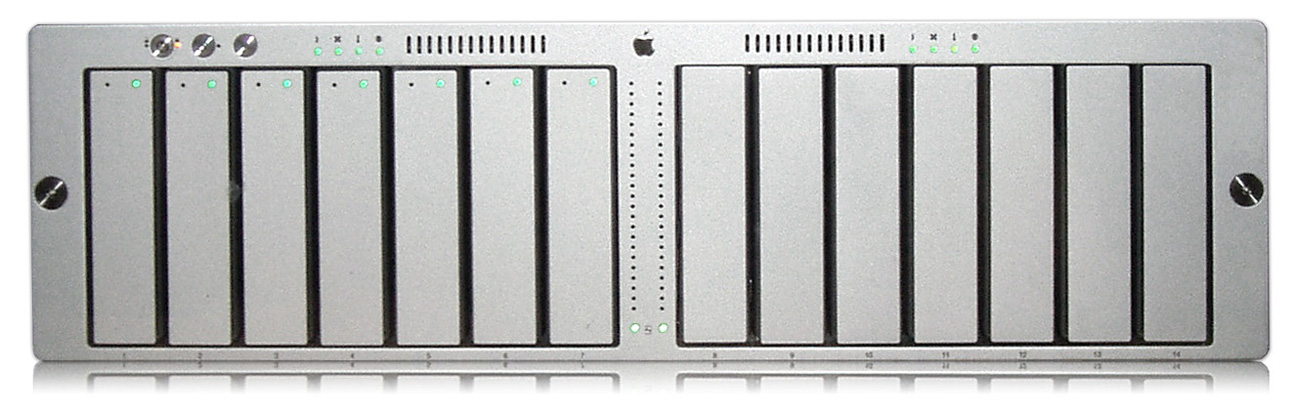
Xserve RAID.

Xserve RAID es un dispositivo de almacenamiento masivo ofrecido por Apple Computer. Xserve RAID permite hasta 14 discos duros Ultra-ATA y los modelos actuales ofrecen una capaciudad máxima de 7 TB cuando son rellenados por módulos de 500 GB. Xserve RAID puede ser configurado para todos los niveles de RAID.
Xserve RAID maneja sus discos duros con 2 chipsets controladores idénticos. Los controladores son independentes, pero no redundantes; cada uno maneja siete de los 14 unidades, de modo que si uno de controladores falla el otro no pueda llevar a cabo sus deberes.
Xserve RAID tiene sin embargo, ventiladores redundantes y fuentes de energía. Los puertos de Xserve RAID son dos puertos de Fibre Channel para transferencia regular de datos, un puerto Ethernet 10/100 para el manejo rémoto, y un puerto serial para la utilización de una UPS.
El mercado del Xserve RAID principalmente es como acompañante del Xserve en un Servidor de Archivos así como aplicaciones de computación técnica de alto rendimiento, pero el almacenamiento es útil en algunos ambientes profesional como los sistemas de edición no linear. También, Apple ha certificado Xserve RAID para su utilización en otros sistemas operativos como Windows Server 2003 o Red Hat Enterprise Linux. Debido al soporte multiplataforma disponible, los usuarios no necesitan un Mac para administrar al Xserve RAID.
Apple envía en un CD-ROM las "Herramientas de Administración de Xserve RAID", una aplicación Java que funciona prácticamente en todos los sistemas operativos.
Xserve RAID está disponible en modelos cuyo precio oscila $5,999 y $12,999 Dólares estadounidenses, además de la opciones de configuración y soporte.